# Podháj (Bratislava)
Podháj je místní část v bratislavské městské části Lamač v okrese Bratislava IV.
Je ohraničena přibližně komunikací, která odděluje Malé Karpaty od města, nachází se zde ulice Podlesná cesta i stejnojmenná ulice Podháj, která je zároveň hlavní dopravní tepnou na sídlišti, v blízkosti se nachází Malokarpatské náměstí a základní škola. Podháj je zároveň i sídlištěm v Lamači, vybudovaným v letech 1974 - 1976. Sídliště Podháj se nachází na ulicích Studenohorská, Heyrovského, Bakošova, Na barine, Staneková, Havelkova a Podlesná, pojmenované většinou po akademicích SAV. Na Bari se nachází domov důchodců a na Heyrovského ulici se nachází Mateřská škola Heyrovského 4.
V této části Lamača se nachází Malokarpatské náměstí, které je kulturně-společenským centrem. Nachází se na něm zdravotní středisko, lékárna, Kulla, pošta, základní škola, mateřská škola, místní úřad, kino Lamač, trafika, restaurace a kavárna. Na Malokarpatská náměstí se nachází také TESCO a na Hodonínsku ulici LIDL.